# Greta Fernández
Pour les articles homonymes, voir Fernández et Berbel.
Greta Fernández i Berbel, née à Barcelone le 4 février 1995, est une actrice espagnole.

## Biographie
Greta Fernández est originaire de la ville de Barcelone. 

### Famille
Greta Fernández est la fille de l'écrivaine Esmeralda Berbel et de l'acteur Eduard Fernández.

### Carrière
Enfant prodige, elle débute à l'écran, dès son enfance, au début des années 2000, dans le film Tres dies amb la família de la cinéaste Mar Coll. Dans son adolescence, considérée comme une jeune espoir, elle participe au casting de séries télévisées populaires comme La Riera, Cuéntame cómo pasó et Sé quién eres.
En 2016, elle joue dans les films La propera pell d'Isaki Lacuesta et Isa Campo, puis Amar en 2017 et La Maladie du dimanche de Ramón Salazar en 2018.
En 2019, elle accède à la reconnaissance internationale pour son rôle de Marcela dans le film historique Elisa et Marcela de la cinéaste Isabel Coixet, qui relate le premier mariage homosexuel en Espagne.
En 2020, elle est nommée au prix Goya de la meilleure actrice à la 34e cérémonie des Goyas dans le film La hija de un ladrón.